# Diamond City (Arkansas)
Pour les articles homonymes, voir Diamond City.
Diamond City est une municipalité du comté de Boone, dans l’État de l’Arkansas aux États-Unis.

## Démographie
| 1970 | 1980 | 1990 | 2000 | 2010 | - |
| ---- | ---- | ---- | ---- | ---- | - |
| 282  | 650  | 601  | 730  | 782  | - |